# La Négligence avantageuse
La Négligence avantageuse est un sonnet de Tristan L'Hermite, publié dans le recueil des Plaintes d'Acante en 1633, puis intégré dans le recueil des Amours en 1638.

## Présentation

### Texte
Je surpris l'autre jour la Nymphe que j'adore 

Ayant sur une jupe un peignoir seulement, 

Et la voyant ainsi, l'on eût dit proprement 

Qu'il sortait de son lit une nouvelle Aurore.

Ses yeux que le sommeil abandonnait encore, 

Ses cheveux autour d'elle errant confusément 

Ne lièrent mon coeur que plus étroitement, 

Ne firent qu'augmenter le feu qui me dévore.

Amour, si mon soleil brûle dès le matin, 

Je ne puis espérer en mon cruel destin

De voir diminuer l'ardeur qui me tourmente.

Dieux ! quelle est la beauté qui cause ma langueur ? 

Plus elle est négligée et plus elle est charmante, 

Plus son poil est épars, plus il presse mon cœur.

### Publication
La Négligence avantageuse fait partie du recueil des Plaintes d'Acante en 1633. Le sonnet est intégré dans le recueil des Amours en 1638.

## Postérité

### Éditions nouvelles
Dans son édition des Plaintes d'Acante, en 1909, Jacques Madeleine donne une première édition moderne de La Négligence avantageuse. En 1925, Pierre Camo publie une réédition intégrale des Amours. En 1960, Amédée Carriat retient le sonnet dans son Choix de pages de toute l'œuvre en vers et en prose de Tristan.

### Œuvres complètes
- Jean-Pierre Chauveau et al., Tristan L'Hermite, Œuvres complètes (tome II) : Poésie I, Paris, Honoré Champion, coll. « Sources classiques » (no 41), 2002, 576 p. (ISBN 978-2-745-30606-7)

### Anthologies
- Pierre Camo (préface et notes), Les Amours et autres poésies choisies, Paris, Garnier Frères, 1925, XXVII-311 p.
- Amédée Carriat (présentation et annotations), Tristan L'Hermite : Choix de pages, Limoges, Éditions Rougerie, 1960, 264 p.
- Jacques Madeleine (introduction, notes et analyse), Les Plaintes d'Acante et autres œuvres, Paris, Édouard Cornély & Cie, 1909, XXXI-242 p. (lire en ligne)

### Ouvrages cités
- Napoléon-Maurice Bernardin, Un Précurseur de Racine : Tristan L'Hermite, sieur du Solier (1601-1655), sa famille, sa vie, ses œuvres, Paris, Alphonse Picard, 1895, XI-632 p.
- Amédée Carriat, Tristan, ou L'éloge d'un poète, Limoges, Éditions Rougerie, 1955, 146 p.